# První Ženevská úmluva

Rozlišovací znak, kapitola 7. První Ženevské úmluvy

První Ženevská úmluva, plným názvem Ženevská úmluva o zlepšení osudu raněných a nemocných příslušníků ozbrojených sil v poli je jedna ze čtyř Ženevských úmluv – úmluv o vedení války. První Ženevská úmluva definuje základní pravidla mezinárodního práva na ochranu obětí ozbrojených konfliktů. Poprvé byla přijata v roce 1864 a později aktualizována v letech 1906, 1929 a 1949. Je úzce spjata s Mezinárodní komisí Červeného kříže, která byla navrhovatelem a je vykonavatelem těchto úmluv. Hlavní zásady stanovené v úmluvě, podpořené pozdějšími Ženevskými úmluvami. První Ženevská úmluva stanovila povinnost rozšířit péči bez diskriminace na zraněný a nemocný vojenský personál, dále pak respektovat a označovat přepravu a vybavení zdravotnického personálu s výrazným znakem červeného kříže.

## Historie

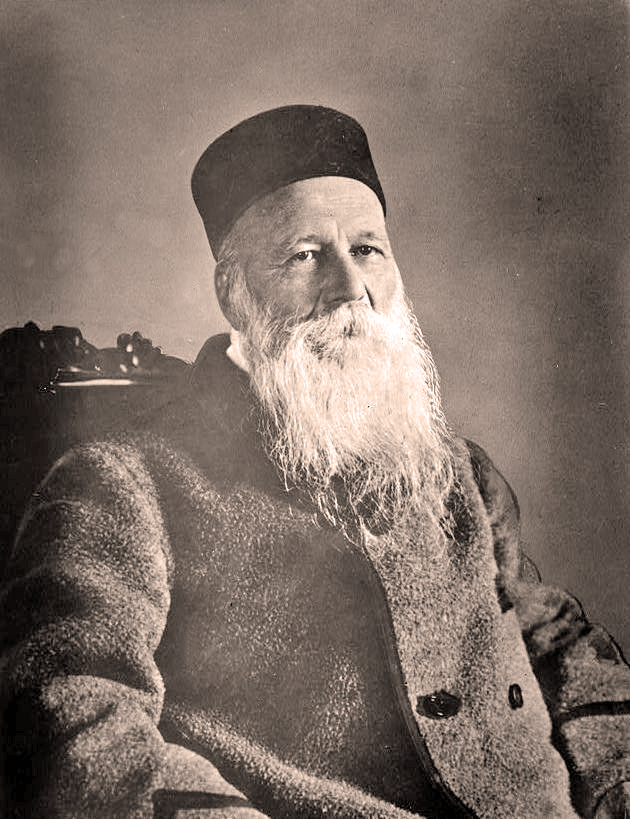
Henri Dunant, spoluzakladatel Mezinárodního Červeného Kříže

Do poloviny 19. století platilo Cicerovo "ve válce právo mlčí" a válka byla pokládána za neslučitelnou s právem. Byly-li uzavírány určité dohody, upravovaly vždy konkrétní válečný konflikt mezi konkrétními stranami a byly omezené místně i časově, ochranu válečných obětí ponechávaly prakticky bez povšimnutí. Dobíjení raněných, plenění a násilí vůči civilnímu obyvatelstvu byly běžnými praktikami válek.
Teprve 19. století přineslo důležitou kvalitativní změnu - Henrimu Dunantovi se podařilo přesvědčit hlavní mocnosti k uzavření mnohostranné úmluvy - zrodilo se tak smluvní mezinárodní humanitární právo. Touto úmluvou byla Ženevská úmluva nyní známá jako První Ženevská úmluva o zlepšení osudu raněných příslušníků ozbrojených sil v poli, a stalo se tak v Ženevě roku 1864 na diplomatické konferenci svolané Mezinárodním výborem Červeného kříže. Mezinárodní Výbor Červeného Kříže byl založen roku 1863 právě H. Dunantem, pod záštitou švýcarské vlády. Tímto okamžikem byla ochrana obětí válek povýšena na státní záležitost, státy přijaly závazky platné vždy a na každém místě a díky vynutitelnosti těchto závazků se ochrana obětí ozbrojených konfliktů stala skutečností. V roce 1864 se 16 evropských zemí a některé americké státy účastnily konference v Ženevě ve Švýcarsku, na pozvání Švýcarské Federální Rady, z podnětu Ženevského výboru. Diplomatická konference byla svolána za účelem přijetí úmluvy pro zacházení s raněnými vojáky v boji.

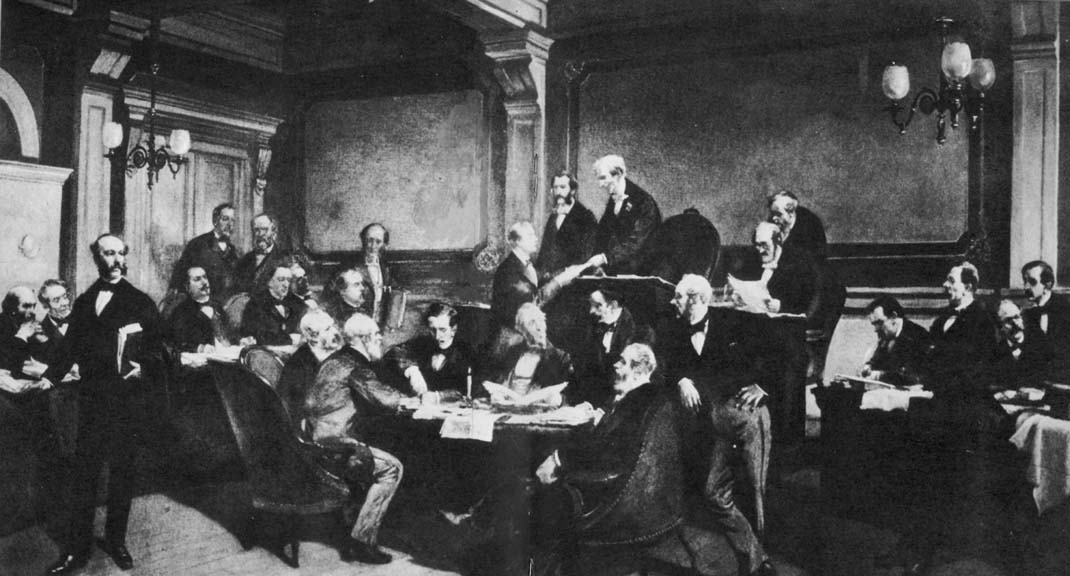
Podpis první Ženevské úmluvy některými velkými evropskými mocnostmi v roce 1864

## Obsah První Ženevské úmluvy
První Ženevská úmluva se skládá z Preambule, osmi kapitol jež mají dohromady 64 článků, závěrečného ustanovení a dvou příloh:
- Preambule (Předmluva)
- Kapitola I. Obecná ustanovení
- Kapitola II. Raněný a nemocný
- Kapitola III. Lékařské jednotky a zařízení
- Kapitola IV. Personál
- Kapitola V. Budovy a materiál
- Kapitola VI. Lékařský transport
- Kapitola VII. Rozlišovací znak
- Kapitola VIII. Provádění úmluvy
- Závěrečná ustanovení
- Příloha I. Návrh dohody týkající se nemocničních zón a lokalit
- Příloha II. Identifikační průkaz pro členy lékařského a náboženského personálu spojeného s ozbrojenými silami

## První účastníci

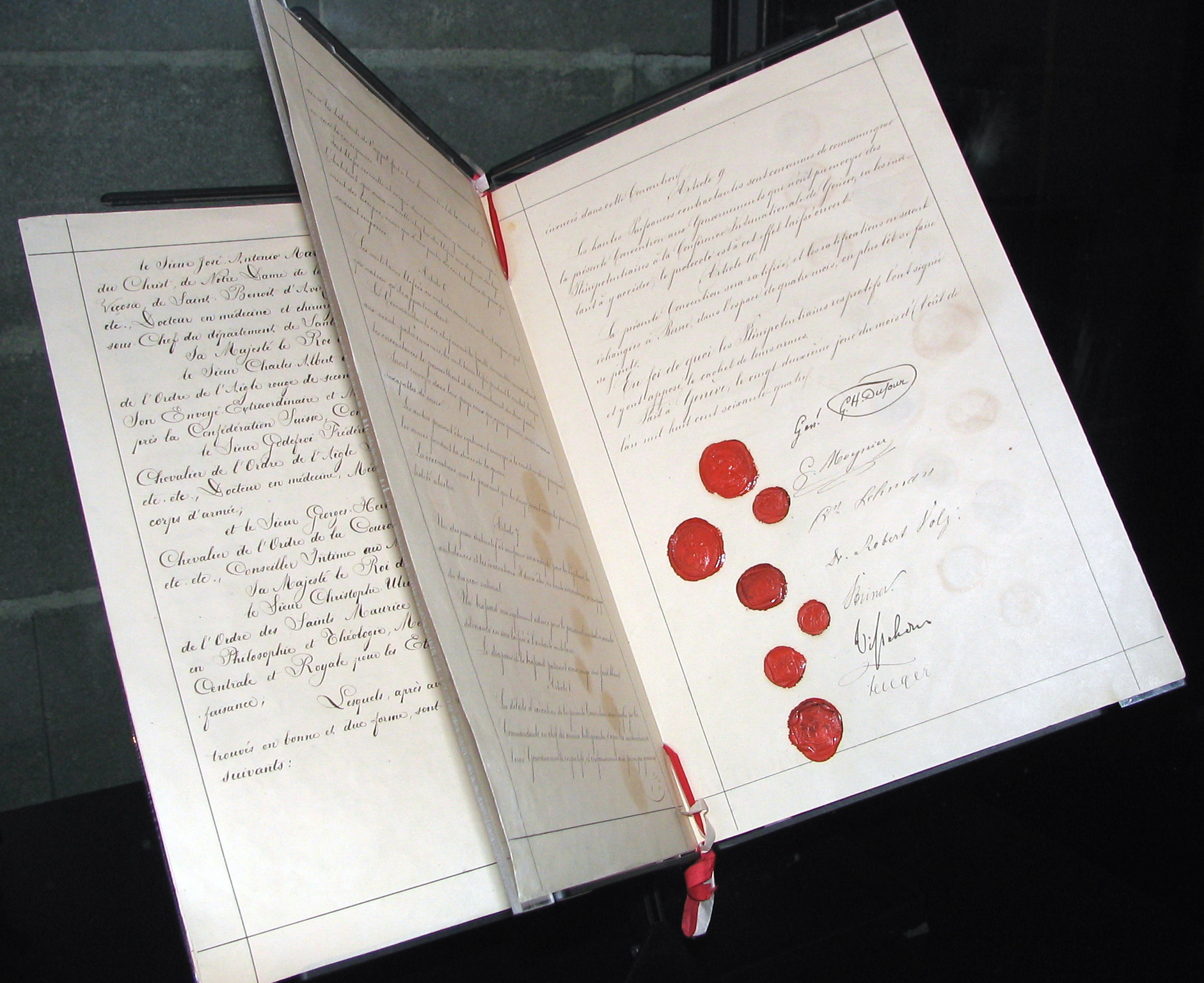
První Ženevská úmluva, 1864

První Ženevská úmluva byla podepsána po Ženevské konferenci z roku 1864, které se zúčastnily vlády Evropy a Ameriky, celkem 16 účastníků:
1. Velkovévodství Baden (nyní Německo)
2. Belgické království
3. Dánské království
4. Francouzské říše
5. Velkovévodství Hesensko (nyní Německo)
6. Italské království
7. Nizozemské království
8. Portugalské království
9. Pruské království
10. Španělské království
11. Švýcarská konfederace
12. Württemberské království (nyní Německo)

Norsko a Švédsko podepsalo v prosinci 1864. Spojené státy americké a další země se připojily postupem času.

## Hlavní principy
Hlavní principy první Ženevské úmluvy byly tři: (1) poskytovat úlevu raněným vojákům bez rozdílu k národnosti; (2) zajistit neutralitu lékařské péče, zdravotnického zařízení a zdravotnických jednotek pro padlé raněné vojáky; a (3) rozpoznat znak Mezinárodního červeného kříže jako reprezentující neutrální entitu. První Ženevská úmluva byla předchůdcem následných právních předpisů týkajících se humanitárního práva.

## Ženevské úmluvy a Česká republika
Ženevské úmluvy byly sjednány a podepsány Československou republikou na Diplomatické konferenci konané roku 1949 v Ženevě. Tvoří je tyto úmluvy:
1. Ženevská úmluva o zlepšení osudu raněných a nemocných příslušníků ozbrojených sil v poli;
2. Ženevská úmluva o zlepšení osudu raněných, nemocných a trosečníků ozbrojených sil na moři;
3. Ženevská úmluva o zacházení s válečnými zajatci;
4. Ženevská úmluva o ochraně civilních osob za války.

V roce 1977 k těmto úmluvám přibyly Dodatkový protokol k Ženevským úmluvám, o ochraně obětí mezinárodních ozbrojených konfliktů (I. Protokol) a Dodatkový protokol k Ženevským úmluvám, o ochraně obětí ozbrojených konfliktů nemajících mezinárodní povahu (II. Protokol).
Přijetí těchto ustanovení je výsledkem složitých  diplomatických jednání a přesvědčování. Fakt, že smluvními stranami Ženevských úmluv jsou prakticky všechny státy světa, je dokladem úspěšnosti těchto snah a tvoří z nich vpravdě univerzálně platný kodex. 
K posílení ochrany civilních osob a k rozšíření ochrany při konfliktech na území jedné země a vzhledem k nárůstu nových typů konfliktů a také novým způsobům vedení války byla svolána Diplomatická konference (1974-77), která na základě návrhu Mezinárodního Výboru Červeného Kříže přijala 8. 6. 1977 dva Dodatkové protokoly k Ženevským úmluvám (ČSSR je podepsala 6. 12. 1978)

## Ženevské úmluvy v právním řádu České republiky
Ženevské úmluvy jsou součástí právního řádu České republiky a jejich ustanovení mají přednost před zákony (viz čl. 10 Ústavy ČR). , jelikož mezinárodní smlouvy jsou v České republice postaveny naroveň ústavním zákonům,

### Vyhlášení Ženevské úmluvy
- Ženevské úmluvy (4) z 12. 8. 1949 o ochraně obětí válek – vyhlášeny ve Sbírce zákonů pod č. 65/1954 Sb.,[8]

- Dodatkové protokoly (2) z 8. 6. 1977 k Ženevským úmluvám – vyhlášeny ve Sbírce zákonů pod č. 168/1991 Sb.[9],

### Normy provádějící realizaci Ženevských úmluv
- zákon č. 126/1992 Sb.[10], o ochraně znaku a názvu Červeného kříže a o Československém červeném kříži, (upravuje ochranu znaku a názvu ČK, stanoví subjekty oprávněné užívat znak ČK a upravuje postavení národní společnosti ČK v ČR),
- zákon č. 140/1961 Sb.[11], trestní zákon [od 1.1.2010 trestní zákoník č. 40/2009 Sb.] , (upravuje mj. postih porušení ŽÚ)
- zákon č. 239/2000 Sb.[12], o integrovaném záchranném systému (upravuje mj. pro dobu válečného stavu státem uznané zdravotnické jednotky, jednotky civilní obrany a jejich identifikaci).